# Polk County, Florida
Polk County är ett administrativt område i delstaten Florida, USA, med 602 095 invånare. Den administrativa huvudorten (county seat) är Bartow.

## Geografi
Enligt United States Census Bureau har countyt en total area på 5 206 km². 4 855 km² av den arean är land och 351 km² är vatten.

### Angränsande countyn
- Lake County, Florida - nord
- Orange County, Florida - nordöst
- Osceola County, Florida - öst
- Okeechobee County, Florida - sydöst
- Highlands County, Florida - sydöst
- Hardee County, Florida - syd
- Manatee County, Florida - sydväst
- Hillsborough County, Florida - väst
- Sumter County, Florida - nordväst
- Pasco County, Florida - nordväst

### Städer och samhällen
- Alturas
- Auburndale
- Bartow (huvudort)
- Combee Settlement
- Cypress Gardens
- Davenport
- Eagle Lake
- Fort Meade
- Four Corners (delvis i Lake County, delvis i Orange County, delvis i Osceola County)
- Frostproof
- Fussels Corner
- Haines City
- Highland City
- Inwood
- Jan Phyl Village
- Kathleen
- Lake Alfred
- Lake Wales
- Lakeland
- Lakeland Highlands
- Medulla
- Mulberry
- Poinciana (delvis i Osceola County)
- Polk City
- Wahneta
- Willow Oak
- Winter Haven